# Couvent des Minimes de Vincennes
Le couvent des Minimes de Vincennes est un ancien couvent de l'Ordre des Minimes à l'emplacement de l'actuel Lac des Minimes du bois de Vincennes à Paris (12ème arrondissement). Avant d'être donné aux Minimes en 1585, le couvent était un prieuré grandmontain.

## Situation
Le couvent était délimité par l'actuelle route ronde des Minimes dans le bois de Vincennes.

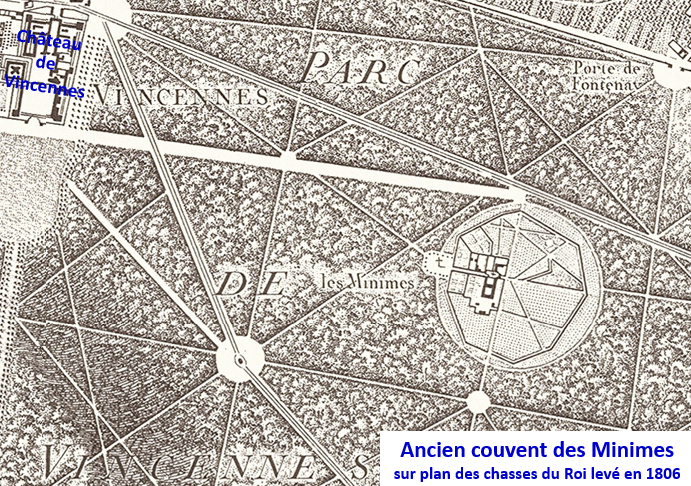
Couvent des Minimes sur plan des chasses du roi

## Histoire
En 1164, une celle (dépendance du prieuré de Grandmont) est fondée par les frères de Grammont,,. Deux décennies avant la fermeture du domaine forestier de Vincennes, cet ordre de moines, également connu sous le nom de « Bonshommes », y fut implanté sous l'impulsion du souverain alors en place, Louis VII (1120-1180) dit « le Jeune ». L'église fut terminée en 1179 et prit le nom de "Notre-Dame de Vincennes". Les bâtiments conventuels étaient ceinturés par une voie circulaire, l'actuelle « Route ronde des Minimes », et dont le diamètre évoluait entre 510 et 520 mètres. Par ailleurs, le domaine de l'édifice religieux était alors délimité par une enceinte et présentant un plan au sol d'aspect strictement octogonale.
En 1584, Henri III qui venait y prier fit transférer les moines de l'ordre de Granmont dans un autre couvent et y fit établir le 17 octobre 1585, l'ordre des Minimes (abrégé en OM), en latin Ordo Minimorum, c’est-à-dire « les tout petits », un institut religieux d'ermites mendiants et pénitents fondé en 1436 par saint François de Paule (1416-1507) et approuvé en 1474 par les autorités ecclésiastiques. Dès lors, cette fratrie ecclésiastique conserve la gestion de l'édifice jusqu'à la Révolution.
Des assemblées, « Congrégation de l'Oratoire de Notre-Dame de Vincennes », y étaient organisées avec de grands personnages de la Cour et des écrivains pour réfléchir au renouveau de la foi catholique et former des prêcheurs de la Contre-Réforme. Henri III donna à la chapelle le tableau le Grand Jugement dernier de Jean Cousin actuellement au Louvre. Le couvent est saccagé le 16 juillet 1591, deux ans après l'assassinat de Henri III, son protecteur. Henri IV, Louis XIII et Louis XIV au début de son règne fréquentaient le couvent, souvent avant des parties de chasse.
Les habitants de Montreuil et de Fontenay-sous-Bois payaient la dîme aux moines et étaient tenus d'alimenter le couvent en eau prélevée sur le ruisseau de Joinville.
De 1794 à 1796, l'enclos est transformé en ateliers de fabrication de poudres.
En 1796, les 3 derniers religieux sont expulsés et l'enclos avec ses bâtiments est vendu comme bien national. Il est racheté par Louis XVIII en 1823 en échange de portions de la forêt de Bondy.
Les restes du monastère sont détruits de 1857 à 1859 par Adolphe Alphand lors des premiers travaux entrepris pour l'aménagement du bois de Vincennes. Le lac des Minimes est creusé à son emplacement.